# Neologe Synagoge (Prešov)

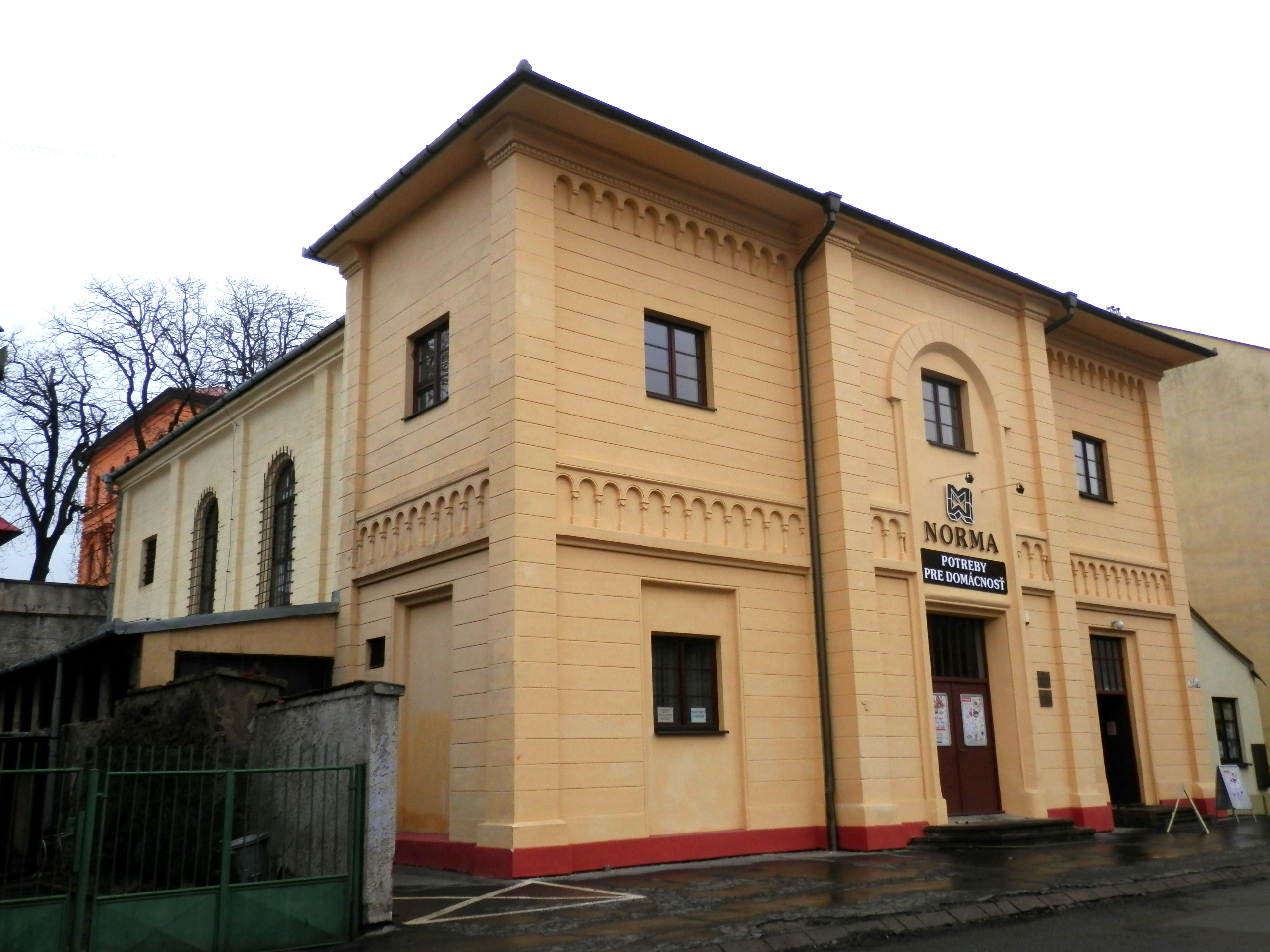
Neologe Synagoge in Prešov

Die Neologe Synagoge in Prešov, einer slowakischen Stadt im Bezirk Prešov, wurde 1887 anstelle der ersten, durch einen Brand zerstörten Synagoge errichtet. Ursprünglich war sie ein dreischiffiger Bau mit Frauenempore. Die profanierte Synagoge an der Konštantínova-Straße 7 ist ein geschütztes Kulturdenkmal.
Das Synagogengebäude im Stil des Historismus dient heute als Einrichtungshaus.